# 11e cérémonie des American Film Institute Awards
La 11e cérémonie des American Film Institute Awards, décernés par l'American Film Institute, a eu lieu le 10 décembre 2010, et a récompensé les films et séries télévisées diffusées dans l'année.

## Palmarès

### Cinéma
- 127 heures (127 Hours)
- Black Swan
- Fighter (The Fighter)
- Inception
- The Social Network
- Tout va bien, The Kids Are All Right (The Kids Are All Right)
- The Town
- Toy Story 3
- True Grit
- Winter's Bone

### Télévision
- 30 Rock
- The Big C
- Boardwalk Empire
- Breaking Bad
- Glee
- Mad Men
- Modern Family
- The Pacific
- Temple Grandin
- The Walking Dead

### AFI Special Awards
- Le Discours d'un roi (The King's Speech)
- Waiting for "Superman"